# Diana Spencer
Pour les articles homonymes, voir Spencer.
Signature
Diana Spencer, souvent dite Lady Di, Lady Diana, Diana ou la princesse Diana, née le 1er juillet 1961 à Sandringham et morte le 31 août 1997 à Paris, est une aristocrate britannique, membre de la famille royale britannique.
Elle épouse en 1981 l'héritier du trône britannique Charles, prince de Galles, avec qui elle a deux enfants : William, en 1982, et Henry, dit « Harry », en 1984. Elle gagne très vite une grande popularité et devient une figure mondiale de la cause humanitaire : elle crée et s'engage dans plusieurs associations pour défendre des causes telles que la défense des enfants, la lutte contre le sida, les mines antipersonnel et le cancer. Surnommée « la princesse des cœurs » ou « la princesse du peuple », elle devient la personnalité royale la plus médiatisée avec sa belle-mère Élisabeth II ainsi que l'une des femmes les plus célèbres du monde à la fin du XXe siècle.
La révélation, dans les années 1990, de son malheur conjugal avec le prince Charles et de son isolement au sein de la famille royale, dégrade pour un temps l'image de cette dernière et renforce le soutien de l'opinion à l'égard de la princesse de Galles. Le couple princier se sépare en 1992 et son divorce est formellement acté en 1996.
Sa mort l'année suivante, à l'âge de 36 ans, lors d'un accident de voiture dans un tunnel à Paris, alors qu'elle est poursuivie par des paparazzis, suscite une émotion internationale et achève d'en faire une icône tragique.

## Biographie

### Origines
Issue de la famille Spencer, une célèbre lignée de l'aristocratie britannique dont les origines remontent au XVe siècle, Diana Frances Spencer est la fille cadette de John Spencer (1924-1992), vicomte Althorp (futur 8e comte Spencer) et de sa première épouse, Frances Burke Roche (1936-2004).
La vicomtesse Althorp était la fille de Maurice Roche (4e baron Fermoy) et appartenait à la branche cadette d'une famille de pairs irlandais, qui avait émigré aux États-Unis en 1879 et qui disposait de la citoyenneté américaine (citoyenneté abandonnée lors de la relève du titre de baron Fermoy par Maurice Roche en septembre 1920). La grand-mère paternelle de la vicomtesse Althorp, Frances Ellen Work (en), était une héritière américaine, native de la ville de New York.
Diana Spencer était, par son père, une lointaine descendante de Charles II d'Angleterre (en descendance illégitime) et, par lui, d'Henri IV, roi de France, de Saint Louis et d'Hugues Capet,. Elle descend également de Georgiana Cavendish, duchesse de Devonshire, de Charles Grey, Premier ministre britannique, et est l'arrière-petite-nièce du religieux catholique Georges Spencer.
Par ailleurs, Diana et Sarah Ferguson, son amie et future belle-sœur, avaient également de lointains liens de parenté, puisque Sarah était aussi une descendante de Georgiana Cavendish (née Spencer), par la fille illégitime de cette dernière, Eliza Courtney. Diana contribue à rapprocher Sarah du prince Andrew, son beau-frère, qui se marieront en 1986. Cette union se soldera elle aussi par un divorce, mais, à la différence des princes de Galles, le couple restera en bons termes. Les parents de Diana étaient également divorcés ; cette séparation houleuse causée par la relation adultère de Lady Althorp avec l'héritier d'une fortune de l'industrie du papier peint, Peter Shand Kydd (en), avait fait de la fillette l'enjeu d'un procès en justice que sa mère intenta à son ex-mari pour obtenir la garde de Diana et de son frère.
Troisième fille du vicomte et de la vicomtesse Althorp, Diana éprouve très tôt un sentiment de culpabilité parce qu'elle n'est pas un garçon, l'héritier mâle tant attendu du couple, d'autant plus que la vicomtesse Althorp avait mis au monde, en 1960, un fils très fragile qui n'avait pas survécu à sa naissance.
Diana est la sœur aînée de Charles Edward Maurice Spencer, 9e comte Spencer.
Diana Spencer est née à Park House, une maison située sur le domaine royal de la reine Élisabeth II, le Sandringham House. Sa mère y était elle aussi née en 1936. Enfant, elle eut, de fait, comme compagnons de jeux les princes Andrew et Edward, les plus jeunes fils de la souveraine et du prince Philip qui étaient sensiblement de son âge. À la mort de son grand-père paternel, Albert Spencer, en 1975, le père de Diana devient le 8e comte Spencer et elle obtient le titre de Lady. L'année suivante, son père épouse Raine McCorquodale, la fille aînée de la romancière Barbara Cartland et divorcée du comte de Dartmouth. Du décès de son grand-père jusqu'à son mariage, Lady Diana réside avec sa famille au château d'Althorp, la demeure historique de la famille Spencer, édifiée au XVIe siècle sur un domaine de près de 5 000 hectares. La maison natale de Lady Di est aujourd’hui un hôtel où des personnes handicapées et leurs accompagnants viennent passer des vacances reposantes et revitalisantes. En 1983, la reine Élisabeth II l'a en effet offerte à Leonard Cheshire Disability (en). Fondé en 1948 par l'officier de la Royal Air Force Leonard Cheshire, ce très important organisme de bienfaisance britannique œuvrant dans le domaine de la santé et du bien-être s’est donné pour mission d’aider les personnes handicapées à vivre, à apprendre et à travailler de manière aussi indépendante qu'elles le souhaitent, quelles que soient leurs capacités.

### Scolarité et carrière professionnelle

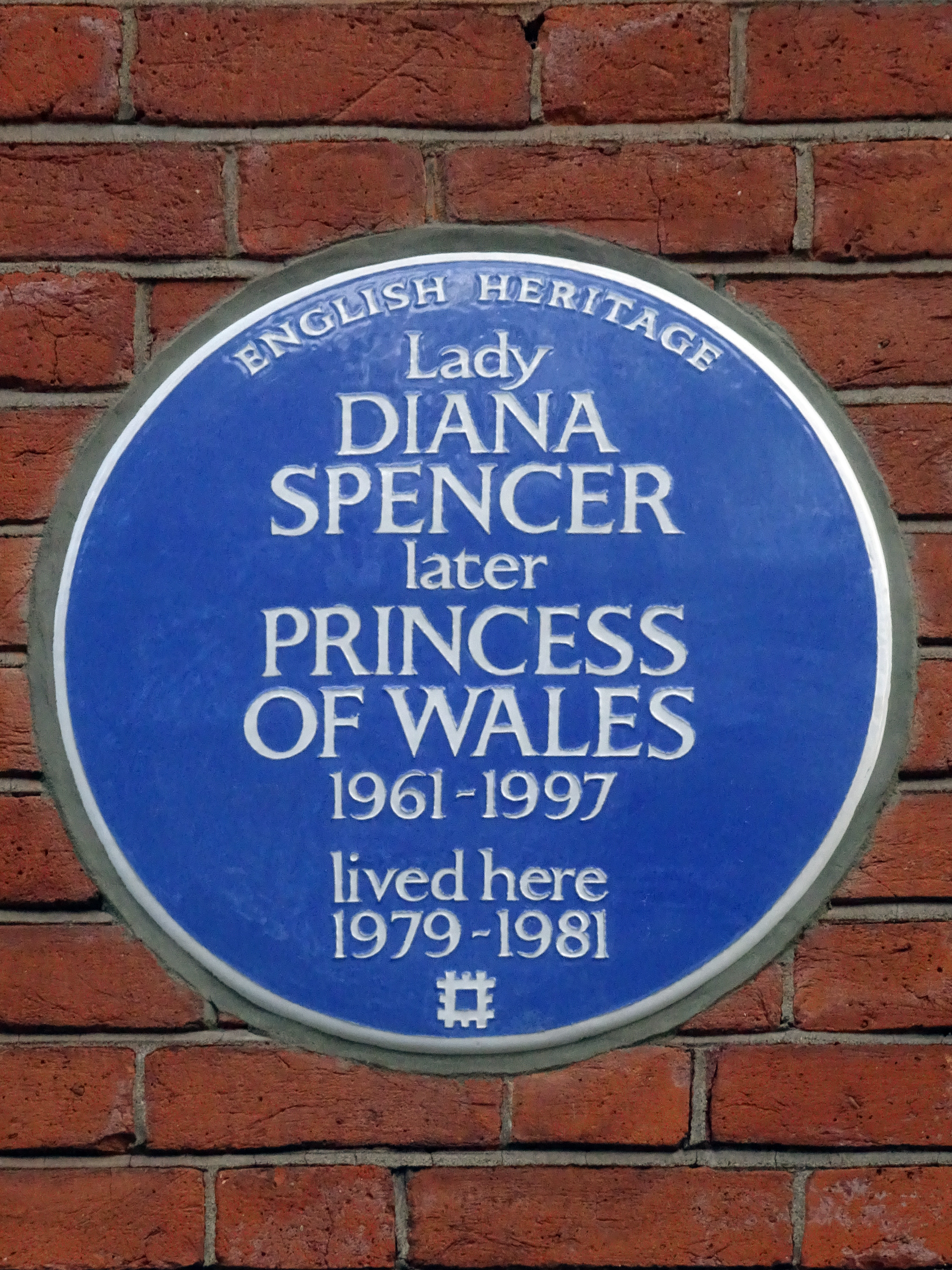
Plaque indiquant que lady Diana a vécu à Coleherne Court, Old Brompton Road, Borough royal de Kensington et Chelsea à Londres, de 1979 à 1981.

Diana fait un parcours scolaire des plus médiocres : après des études à Riddlesworth Hall dans le Norfolk puis à la West Heath Girls' School dans le Kent, elle intègre en 1977 l'Institut Alpin Videmanette, une institution pour jeunes filles de bonne famille à Rougemont, en Suisse. De sensibilité artistique et très sportive, elle rêve de devenir danseuse de ballet. Pour cela, Diana suit des cours à l'école du Sussex à West Heath, et elle a comme professeur Wendy Mitchell.
En 1978, elle retourne à Londres, et commence une série de petits emplois. À l'automne 1979, elle travaille en tant qu'assistante dans un jardin d'enfants, le Young England de Pimlico. En 1980 elle occupe également un second emploi comme nourrice, trois jours par semaine, auprès d'une femme d'affaires américaine vivant à Londres, Mary Robertson, pour son fils Patrick,. Entre ses 18 et 20 ans, Diana vit dans un appartement au 60 Coleherne Court dans le Borough royal de Kensington et Chelsea. Cet appartement donné par sa mère comptait quatre chambres, et elle le partageait avec trois colocataires,.
C'est à cette époque qu'elle est repérée par la famille royale, la reine considérant que sa douceur, sa modestie et sa discrétion font d'elle une personnalité idéale pour le rôle de princesse de Galles.

### Mariage avec le prince Charles

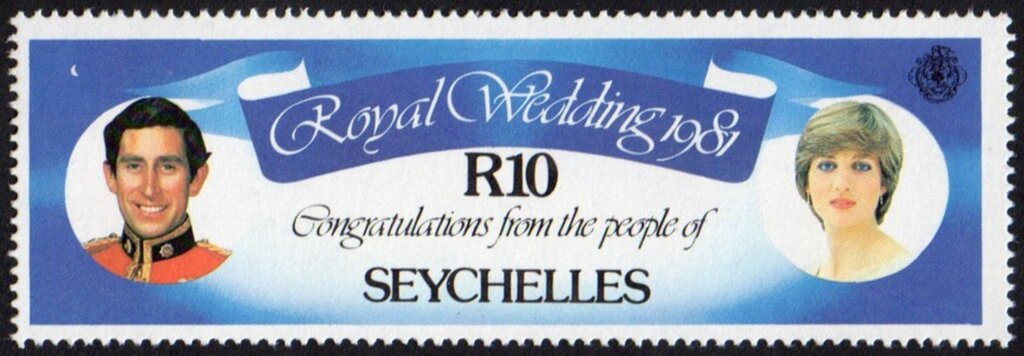
Timbre des Seychelles saluant le mariage princier (1981)

L'union est un mariage arrangé, présenté comme un conte de fées au moyen d'une forte médiatisation. Choisie pour sa jeunesse, son sang bleu et son apparente docilité, Diana Spencer n'est pas préparée au rôle qui l'attend et leur rencontre est probablement arrangée lorsque la jeune femme, le 30 juillet 1980, assiste à un match de polo dans lequel joue le prince Charles à Cowdray Park (en). Leurs fiançailles sont cependant officiellement annoncées le 24 février 1981.
Quelques jours avant le mariage, Charles avoue à ses proches être en proie à de sérieux doutes au sujet de cette union avec Lady Diana Spencer, qu'il connaît à peine, les fiancés ne s'étant vus que treize fois entre leur première rencontre et le jour de la cérémonie. Quant à Diana, elle est prête à annuler le mariage car elle se rend compte que Charles lui a menti et qu'il est toujours l'amant de Camilla Parker Bowles.
Les noces ont lieu à la cathédrale Saint-Paul de Londres le mercredi 29 juillet 1981 devant 35 000 invités et 750 millions de téléspectateurs dans le monde.
Par son mariage, Diana devient la troisième femme en dignité du Royaume-Uni, juste après la reine et la reine-mère.
Le prince et la princesse de Galles ont rapidement deux enfants, William, né le 21 juin 1982, et Henry (surnommé Harry), né le 15 septembre 1984. Supportant difficilement les contraintes de la vie de cour, la princesse de Galles souffre d'une dépression après la naissance de son premier fils et de boulimie (jusqu'à quatre crises par jour),,. Elle est également touchée par l'anorexie mentale. Elle tente plusieurs fois de se suicider,,.
Au début des années 1990, les révélations concernant l'échec de la vie conjugale du couple princier sont d'abord dissimulées puis dramatisées par la presse internationale qui qualifie le feuilleton de « guerre des Galles » (Welsh war). Le prince et la princesse de Galles s’adressent à la presse par le truchement de leurs amis en s'accusant mutuellement d'adultère. Charles renoue avec Camilla Parker Bowles, tandis que Diana multiplie les relations adultères, notamment avec James Gilbey (qui fut impliqué dans l’affaire Squidgygate (en)). Elle confirme plus tard, dans une très controversée interview avec le journaliste britannique Martin Bashir pour Panorama, qu'elle a eu une liaison avec son moniteur d'équitation, James Hewitt. Elle aurait eu également une liaison avec un des gardes du corps affectés à sa sécurité, bien qu’elle ait nié catégoriquement tout rapport sexuel avec lui, ainsi qu'avec Oliver Hoare, un marchand d'art marié.
Le prince et la princesse de Galles se séparent le 9 décembre 1992. Le divorce est prononcé le 28 août 1996. Elle perd le prédicat d'« altesse royale » et devient Diana, princesse de Galles, une distinction purement honorifique. Elle reçoit une indemnité de plus de 17 millions de livres sterling et une pension. Le palais de Buckingham précise que Diana étant la mère du deuxième et du troisième héritier du trône britannique, elle reste membre de la famille royale britannique.
En 2004, la chaîne de télévision américaine NBC diffuse aux États-Unis un documentaire Diana: In Her Own Words (Diana de vive voix) dans lequel elle commente les nombreuses vicissitudes rencontrées par le couple dès le mariage. Après de longues et nombreuses actions judiciaires pour empêcher la diffusion du documentaire au Royaume-Uni, il est finalement diffusé par Channel 4 le 4 août 2017.

### Après le divorce
Lorsque le prince Charles négocie son divorce, il est décidé que Diana se verrait retirer son titre de « princesse de Galles » mais qu'elle pourrait le garder en tant que titre de courtoisie. Elle peut également conserver les appartements 8 et 9 du palais de Kensington, logement qu'elle occupe depuis le début de son mariage et où elle restera jusqu'à sa mort. Elle continue aussi à utiliser deux bureaux au Palais Saint James.
Diana entame en 1995 une idylle passionnée avec le docteur Hasnat Khan, chirurgien cardio-thoracique à l'hôpital royal de Brompton (en) où elle l'a rencontré le 1er septembre 1995 alors qu'il venait d'opérer un de ses vieux amis. Elle recherche l'anonymat pour cacher leur relation, portant perruques, foulards et lunettes. En mai 1996 et 1997, elle se rend au Pakistan pour des œuvres de charité, mais surtout pour rencontrer la famille traditionaliste du médecin, l'« amour de sa vie », qu'elle songe à épouser, mais les Khan refusent que leur fils épouse une non-musulmane. D'autre part, ce que redoute Hasnat Khan arrive, leur romance commence à apparaître dans les médias, si bien qu'il met fin à leur relation en juin 1997.
Diana voulant le reconquérir et prendre sa revanche sur la famille royale, commence dès le mois suivant une relation avec Dodi Al-Fayed, fils du milliardaire égyptien Mohamed Al-Fayed lui-même prenant sa revanche sur l'establishment britannique (la citoyenneté britannique lui ayant toujours été refusée). Mais cette romance n'est qu'une façade, un leurre destiné à rendre jaloux Hasnat Khan, en orchestrant dans ce but la publication des célèbres photographies d'elle et Dodi en vacances dans le golfe de Saint-Tropez. De sa propre initiative, elle met notamment en scène ses différents maillots de bain, ses plongeons depuis le ponton privé de la villa familiale des Al-Fayed, en jet ski avec ses enfants ou sur leur yacht de luxe le Jonikal (en). Le 10 août 1997, la une du Sunday Mirror titrait « The Kiss » (littéralement « Le baiser »), montrant Dodi et Diana s'enlaçant. Bien qu'il soit fortement douteux qu'il s'agisse d'une photo volée, le tabloïd admet par la suite qu'elle a été retouchée. Mais Diana, devenue experte en manipulation des médias en se prêtant au jeu des paparazzi, se sent progressivement prise à son propre piège, consciente peut-être d'être allée trop loin dans l'exposition médiatique de ses amours (instrument de la guerre larvée qu'elle livrait à son ex-famille et qui exposait également ses enfants) ou lasse de ce harcèlement médiatique.

### Œuvres caritatives

De gauche à droite : le prince Charles et la princesse de Galles, la Première dame des États-Unis Nancy Reagan et le président américain Ronald Reagan, le 9 novembre 1985.

Vers la fin des années 1980, la princesse de Galles affiche son soutien à des causes humanitaires telles que l'aide aux victimes du sida ou la lutte contre l'emploi des mines antipersonnel. Elle aide surtout les enfants pauvres d'Afrique et se montre au côté de nombreuses personnalités comme Nelson Mandela, Mère Teresa et le Dalaï-lama.

#### Sida
En avril 1987, la princesse de Galles est l'une des premières célébrités à être photographiée touchant une personne atteinte du virus VIH. Sa contribution au changement de l'opinion publique envers les séropositifs a été résumée par ces mots de Bill Clinton, en décembre 2001 dans Diana, Princess of Wales Lecture on AIDS :

« En 1987, lorsqu'une grande partie de la population croyait qu'il était possible de contracter le sida par de simples contacts, la princesse Diana s'est assise sur le lit d'un malade du sida et lui a serré la main. Elle a montré au monde que les séropositifs ne méritaient pas l'isolement mais la compassion. Ces prises de position ont contribué à faire évoluer l'opinion mondiale, à donner espoir aux séropositifs et à sauver des vies. »

#### Mines antipersonnel
Son investissement dans l’humanitaire peut-être le plus médiatisé concerne son voyage en Angola, quand, en janvier 1997 en tant que volontaire VIP de la Croix-Rouge et du Croissant-Rouge, elle visita des victimes de mines antipersonnel, prit connaissance des projets de déminage organisés par le HALO Trust britannique et soutint les programmes d'éducation et de sensibilisation sur les dangers des mines dans l’environnement immédiat des maisons et des villages.
En août de la même année, elle va en Bosnie avec le Réseau des survivants des mines terrestres (en anglais Landmine Survivors Network). Elle porte toute son attention aux blessures que les mines antipersonnel occasionnent bien après la fin d’un conflit et, bien souvent, sur des enfants.
Son influence sur la signature du Traité pour l’interdiction des mines antipersonnel, traité d'Ottawa le 3 décembre 1997 (donc, peu de temps après son décès) par 122 pays fut prépondérante. En présentant à la Chambre des communes britannique en 1998, le projet de loi concernant les mines terrestres, le ministre des Affaires étrangères Robin Cook salue en ces termes la contribution de Diana :

« Tous les membres de cette assemblée seront reconnaissants à la princesse de Galles de nous avoir révélé le coût humain des mines antipersonnel. La meilleure façon de prendre en compte son action ainsi que celle des ONG qui ont lutté contre les mines, c'est de voter le projet de loi et d'ouvrir ainsi la voie à l'interdiction mondiale des mines. »

#### Association des sourds britanniques
En 1983, Diana Spencer est le « patron » de l'Association des sourds britanniques et s'initie à la langue des signes britannique.

### Mort

#### Circonstances
Le 31 août 1997, Diana meurt à la suite d'un accident de voiture à Paris, dans le tunnel de la voie Georges-Pompidou sous la place de l'Alma, où elle circulait avec son compagnon Dodi Al-Fayed ainsi que leur chauffeur, Henri Paul, et Trevor Rees-Jones, le garde du corps d'Al-Fayed.

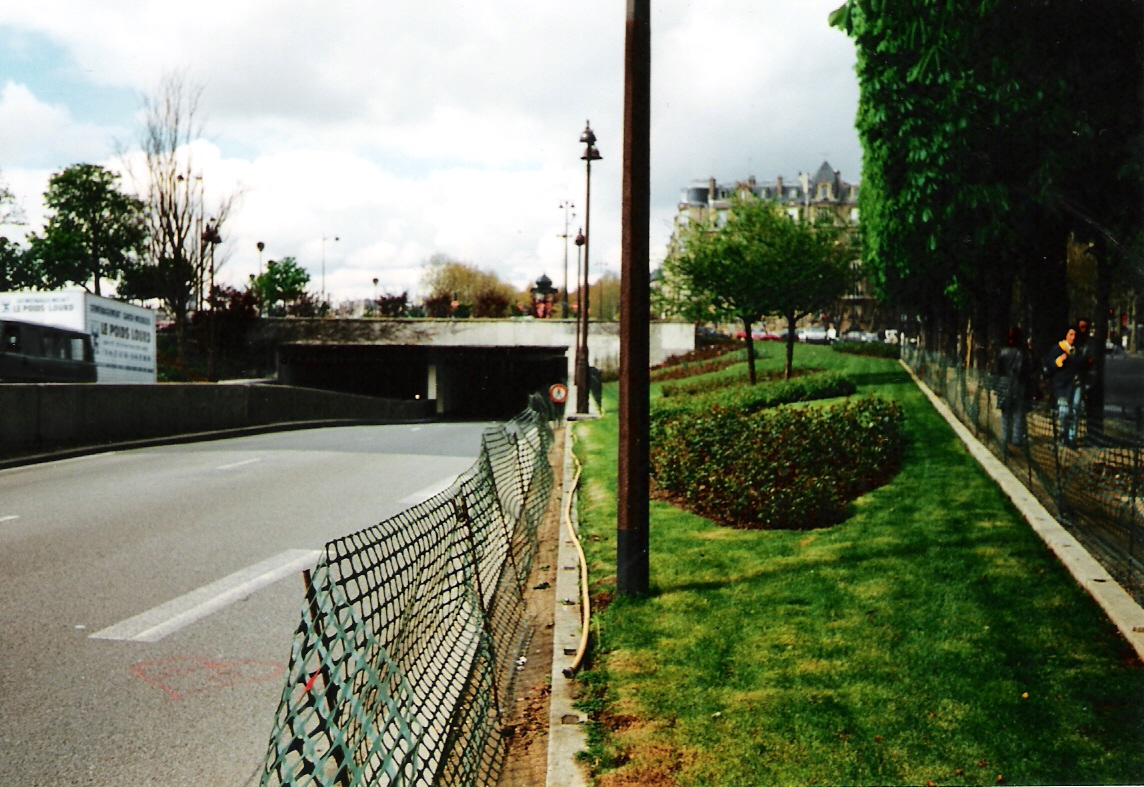
Entrée est du pont de l'Alma.

La veille, le 30 août, Diana et Dodi avaient quitté la Sardaigne où ils avaient passé la fin des vacances, à bord du jet privé Gulfstream IV, aux couleurs vert et or des magasins Harrods. Ils se posèrent à 15 h 20 sur l'aéroport du Bourget en provenance d'Olbia. Alors qu'ils se reposaient dans l'hôtel particulier de Dodi, rue Arsène-Houssaye à Paris, la présence de paparazzis les fit renoncer à dîner Chez Benoît, un restaurant chic du Marais, au profit du restaurant L’Espadon du Ritz, place Vendôme. Ils arrivèrent à 21 h 50 au Ritz et choisirent finalement de dîner dans leur suite royale du palace. Des paparazzis les guettant à la sortie du Ritz, Dodi décida de laisser devant le palace sa propre voiture conduite par son chauffeur ainsi que la Range Rover des gardes du corps conduite par Jean-François Musa, propriétaire de la compagnie Étoile Limousines qui fournissait des voitures de fonction au Ritz, simulant le départ à bord de Diana et Dodi. Ils empruntèrent une seconde sortie plus discrète et entrèrent dans une Mercedes-Benz S280 (W140) immatriculée 688 LTV 75 (voiture leurre non homologuée de la compagnie Étoile Limousines pour échapper aux paparazzis) conduite par Henri Paul, directeur de la sécurité du Ritz, le garde du corps Trevor Rees-Jones montant à l'avant du côté passager. Mais quelques paparazzis qui ne s'étaient pas laissé prendre à la manœuvre de diversion s'approchaient déjà. La Mercedes démarra à 0 h 20 et suivit la voie Georges-Pompidou (voie sur berge rive droite de la Seine) et pénétra à une vitesse estimée comprise entre 118 et 155 km/h (vitesse déterminée par deux crash tests réalisés par des experts du service d'accidentologie Mercedes-Benz qui ont également évalué la vitesse de l'impact sur le pilier : 105 km/h) dans le tunnel situé au niveau du pont de l'Alma, poursuivie par des paparazzis et un motard de presse.
À l'entrée du tunnel à 0 h 23, la voiture se déporte et heurte le mur droit, puis, projetée, fait une embardée sur la chaussée à deux voies avant de s'encastrer dans le treizième pilier du pont séparant l'autre partie des deux voies en sens contraire où elle se disloque et s'arrête brutalement. Dodi Al-Fayed et Henri Paul, le chauffeur, meurent sur le coup ; Trevor Rees-Jones grièvement blessé, survivra grâce au coussin gonflable de sécurité. Diana est dégagée de l'épave, encore vivante, et, après des premiers soins prodigués sur place, transportée en ambulance à l'hôpital de la Pitié-Salpêtrière où elle arrive peu après 2 h du matin. Sur le chemin vers l'hôpital, Diana fait plusieurs arrêts cardiaques, ce qui oblige les médecins à s'arrêter pour faire repartir le cœur. L'ambulance roule lentement (40 km/h) et met environ quinze minutes pour arriver à l'hôpital car une vitesse supérieure aurait augmenté la pression artérielle de la victime et ainsi aggravé son état, Diana faisant notamment une hémorragie interne. Une thoracotomie d'urgence met en évidence une plaie importante de la veine pulmonaire gauche. Malgré la fermeture de cette plaie et un massage cardiaque interne et externe, les médecins la déclarent morte deux heures après son arrivée, à 4 h 25 du matin.
La mort de Diana est annoncée lors d'une conférence de presse tenue conjointement par le médecin de l'hôpital l'ayant prise en charge, le Pr Bruno Riou, le ministre de l'Intérieur, Jean-Pierre Chevènement, et l'ambassadeur du Royaume-Uni en France, Sir Michael Jay. Vers 14 h, le prince Charles et les deux sœurs de Diana (Lady Sarah McCorquodale et Lady Jane Fellowes) arrivent à Paris pour l'identification et repartent 90 minutes plus tard.
Des experts en médecine d'urgence américains ont reproché aux secours français d'avoir prodigué des soins sur place (pendant environ une heure) plutôt que de transporter au plus vite la blessée vers un hôpital, affirmant que seule une opération chirurgicale d'extrême urgence aurait pu la sauver. Personne ne saura jamais si elle aurait vraiment survécu, tant le transport d'une personne en état de choc hémorragique est dangereux.

#### Enquête et polémiques
Les premiers reportages affirment que la voiture de Diana est entrée en collision avec le pilier à plus de 190 km/h, et que l'aiguille du compteur est restée coincée sur ce chiffre. On annonce ensuite que la vitesse de la voiture était en fait entre 95 et 110 km/h, et que le compteur n'avait pas d'aiguille puisqu'il était numérique (d'après les dernières investigations, la vitesse de collision était comprise entre 117 et 152 km/h). La voiture roulait donc bien au-delà de la limite légale de 50 km/h et bien plus vite qu'il n'eût été prudent dans le tunnel de l'Alma. En 1999, une enquête menée par le juge d'instruction Hervé Stephan confie à l'IRCGN les expertises techniques sur les débris retrouvés sur site et conclut que la Mercedes-Benz avait heurté une autre automobile (une Fiat Uno blanche) roulant dans le même sens dans le tunnel. Le conducteur ne s'identifia pas, et l'automobile ne fut jamais retrouvée.
D'après les enquêteurs, la collision est le fait du conducteur qui était en état d'ébriété et roulait trop vite, tentant d'échapper aux paparazzis. Les conclusions de l’enquête française – Henri Paul était ivre – reposent essentiellement sur l’analyse de prélèvements sanguins, effectuée sous la direction du professeur Ivan Ricordel, qui a établi un degré d’alcool trois fois supérieur à la limite légale (selon un rapport de l’ambassadeur Jay de septembre 1997),.
Le 3 septembre 1999, les neuf photographes et le motard de presse, mis en examen pour « homicides et blessures involontaires » ainsi que pour « non-assistance à personnes en danger », bénéficient d'un non-lieu de la part des juges qui imputent l'accident au chauffeur Henri Paul qui conduisait sous l'empire d'un état alcoolique, aggravé par la prise d'anti-dépresseurs.
Une seconde enquête, britannique celle-ci, a montré que Diana, Dodi, Rees-Jones et Paul n’avaient pas attaché leur ceinture de sécurité. De plus, le tunnel du pont de l’Alma est connu pour être mal éclairé et offrir une visibilité insuffisante. Les piliers en béton situés à l'axe du tunnel n'étaient pas protégés à l'époque pour réduire les effets d'une collision. Après avoir entendu 250 témoins et retracé les dernières 48 heures du couple, l'enquête judiciaire britannique s'achève le 7 avril 2008 lorsque le jury de la Cour royale de justice conclut à un homicide par imprudence du chauffeur et des paparazzi qui traquaient la voiture de Diana et Dodi Al-Fayed. L'accident « a été causé ou favorisé par la vitesse et le comportement du chauffeur ainsi que la vitesse et le comportement des véhicules suiveurs ». Trois facteurs auraient contribué au drame : « le fait que le jugement du chauffeur ait été altéré par l'alcool, que Diana ne portait pas de ceinture de sécurité et que la voiture ait percuté un pilier » du tunnel, a conclu l'enquête judiciaire.
Le 13 juillet 2006, le magazine italien Chi (it) publie des photographies (volées dans le dossier d'instruction) montrant Diana dans ses derniers instants. La photographie en noir et blanc montre Diana recevant de l'oxygène dans l'épave de la voiture. Cette photographie est extraite de Lady Diana : The Criminal Investigation, un livre de Jean-Michel Caradec'h. Malgré les critiques, l'éditeur du magazine a défendu sa décision de les publier.

#### Réfutations de la thèse officielle de l'accident
Les familles de Dodi Al-Fayed et de Henri Paul n’ont pas accepté les résultats de l’enquête française. Mohamed Al-Fayed, père de Dodi, est persuadé que la princesse et son fils ont été assassinés dans un complot élaboré par le MI6 et commandité par le prince Philip, duc d’Édimbourg, qui, selon lui, n’acceptait pas l’idée que ses petits-enfants puissent avoir un beau-père musulman. Le 6 janvier 2004, une enquête judiciaire menée par Michael Burgess (en), coroner de la maison royale, est ouverte à Londres, sous le nom d'opération Paget. Cette enquête coûte quatre millions d'euros début 2006. Elle dément point par point toutes les allégations du père de Dodi Al-Fayed.
En août 2013, le Metropolitan Police Service examine des allégations faites lors du procès du sergent Danny Nightingale, tireur d'élite du SAS (Special Air Service) reconnu coupable de possession illégale d'arme, affirmant que son unité avait organisé l'assassinat de Diana Spencer. En décembre 2013, les enquêteurs de Scotland Yard annoncent n'avoir trouvé « aucune preuve crédible » de l'implication de troupes d'élite de l'armée britannique dans la mort de la princesse.
En 2017, l'enquête menée par Pascal Rostain, Bruno Mouron et Jean-Michel Caradec'h, publiée dans le livre Qui a tué lady Di ?, révèle les problèmes de stabilité de la Mercedes-Benz S280 (W140) qui aurait subi un grave accident en septembre 1994 et avait été « restaurée » par un épaviste.
Selon les informations de l'association « Mercedes-Benz Classe S W140 C140 France », et après avoir lancé une pétition contre l'exposition de l'épave dans un musée, la Mercedes-Classe S est finalement détruite le 25 janvier 2019.
Dans son livre Diana died de 2006 et son film Diana et les fantômes de l’Alma diffusé par France 3 en 2007, Francis Gillery résume son enquête sur l’affaire Diana et la manière dont elle aurait été une victime collatérale d'un attentat fomenté contre son compagnon.

#### Funérailles et réactions

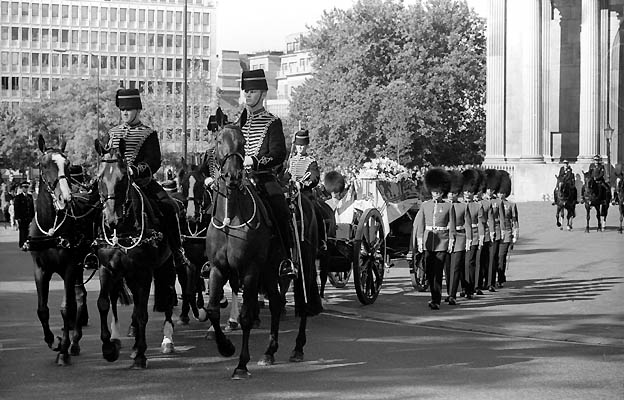
Le cortège funèbre de la princesse de Galles à St. James Park, Londres.

Ses funérailles, célébrées à l’abbaye de Westminster le 6 septembre 1997, rassemblent environ trois millions de personnes à Londres et sont retransmises à la télévision dans de nombreux pays.
Plus d’un million de bouquets de fleurs ont été déposés à son domicile londonien à Kensington Palace. On demanda au public de ne plus apporter de fleurs au domaine familial d’Althorp car l'affluence ne permettait plus d'assurer la sécurité publique.
Le respect pointilleux du protocole de la part de la famille royale a été interprété par le public comme une absence de sensibilité. Le refus du palais de Buckingham de mettre en berne le drapeau de l’Union Jack provoqua des manchettes acerbes dans les journaux : « Où est notre reine ? Où est notre drapeau ? », demandait le Sun. La reine, qui était revenue de Balmoral à Londres, accepta une allocution à la télévision. À la demande express de Downing Street, ce qui devait être un enregistrement devint du direct et le texte fut revu par Alastair Campbell pour être « plus chaleureux ».
Le public présent aux funérailles jeta des fleurs au passage de la procession tout au long de son parcours. À l’extérieur de l’abbaye de Westminster, la foule acclamait les nombreuses célébrités qui se trouvaient à l’intérieur : le chanteur Sir Elton John (qui a interprété une version de sa chanson Candle in the Wind, réécrite à cette occasion), Tom Cruise, Nicole Kidman et Tom Hanks, le metteur en scène Steven Spielberg, l’homme d’affaires britannique Richard Branson, la reine Noor de Jordanie, Hillary Clinton et Bernadette Chirac. La cérémonie religieuse a été retransmise à la télévision en direct et en mondovision. Des haut-parleurs avaient été placés à l’extérieur pour que la foule puisse entendre l’office. Les invités applaudirent les paroles du frère de Diana, Lord Charles Spencer, qui attaqua vertement la presse et critiqua indirectement la famille royale pour son comportement vis-à-vis de sa sœur.
Au cours des années qui ont suivi sa mort, l’intérêt porté à la vie de Diana se maintint. De très nombreux fabricants de pièces de collection continuèrent à produire des objets à la mémoire de Diana. Certains ont même suggéré de la canoniser, ce qui provoqua un certain nombre de controverses.
La Flamme de la Liberté à Paris est souvent utilisée par des visiteurs pour rendre un hommage à Diana. Ce monument, commémorant le don de la statue de la Liberté de la France aux États-Unis, se trouve au-dessus du tunnel où eut lieu l'accident, près de la place de l'Alma. La place de l'Alma devait être rebaptisée place Maria Callas, mais le projet a été abandonné depuis l'accident. Le monument est toujours visité et des messages sont encore laissés à la mémoire de la princesse. Le mur en béton, au coin du tunnel, est aussi utilisé comme un mémorial de fortune où les gens écrivent également quelques mots pour Diana.
Diana est inhumée à Althorp (demeure historique de la famille Spencer) dans le Northamptonshire, sur une île au milieu d’un lac nommé « l’Ovale rond » (the Round Oval). Une rumeur persistante veut que les visiteurs peuvent se recueillir sur sa tombe une fois par an le jour d'anniversaire de sa mort. Seule une simple urne de marbre marquant son emplacement sur cette île inaccessible aux visiteurs est visible. Ils peuvent uniquement faire le tour du lac, déposer des fleurs devant un mémorial dédié à la princesse (un temple dorique) et visiter à proximité un hall d'exposition de style néo-palladien créé par lord Spencer dans six étables converties (The Stable Block), où sont notamment présentées des lettres d'enfance, ses actions humanitaires et ses tenues vestimentaires dont sa robe de mariée.

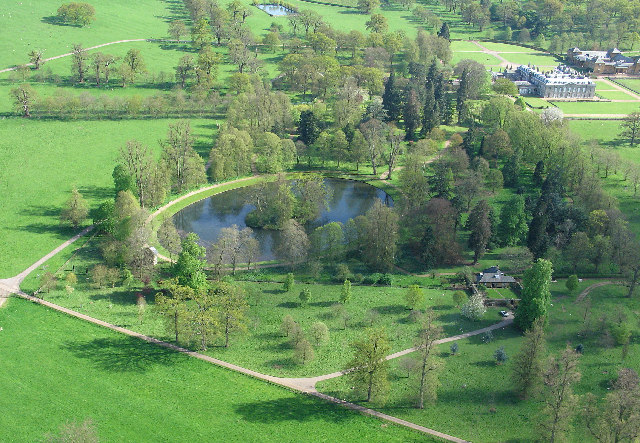
Vue aérienne du lac avec le mémorial et l'île.
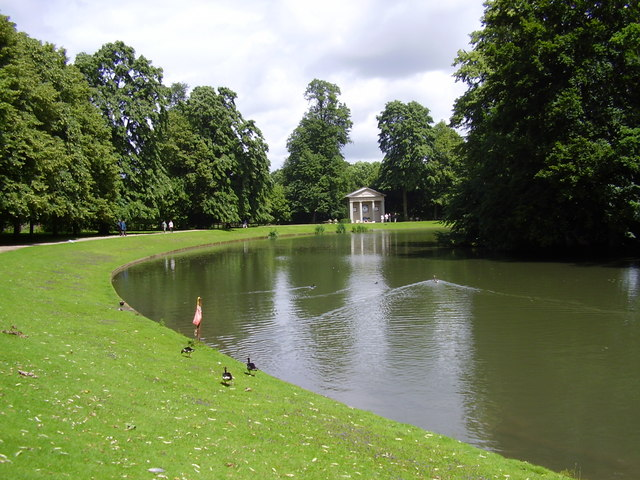
Mémorial au bord du lac.
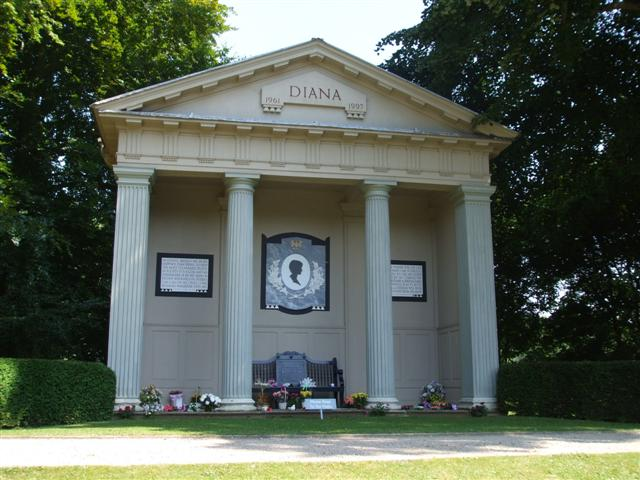
Façade du mémorial.
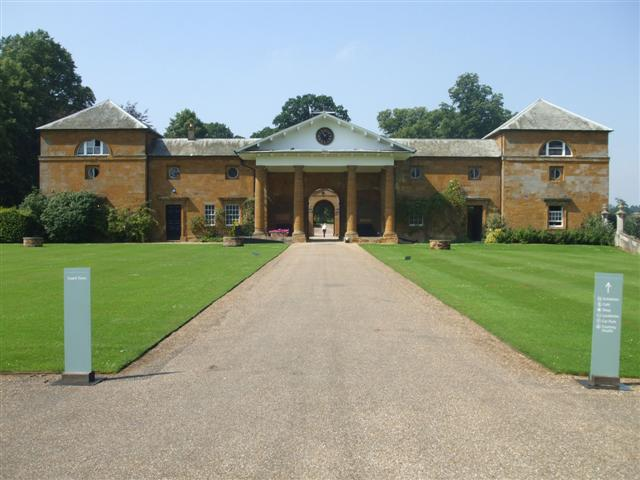
Hall d'exposition.

## Reconnaissance médiatique

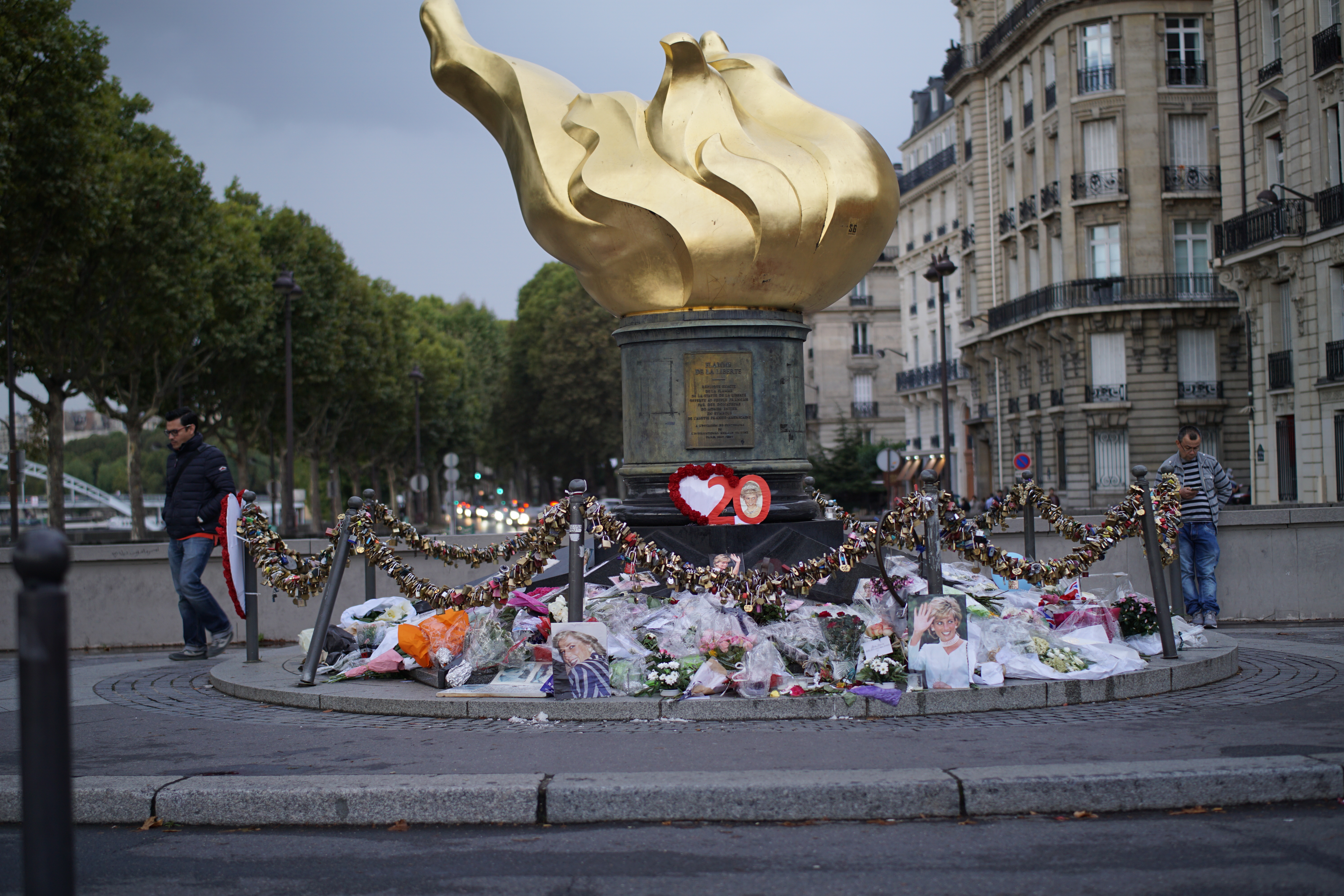
Flamme de la Liberté sur le pont de l'Alma, devenu lieu d'hommages consacré à Diana (2017)

En 1986, un dessin animé japonais de 23 minutes lui est consacré racontant sa vie jusqu'à son entrée dans la famille royale britannique.
En 2003, l’éditeur Marvel Comics a annoncé la publication de cinq tomes ayant pour titre Di Another Day (en référence au film de James Bond, Die Another Day) où Diana, princesse de Galles, est représentée sous les traits d’un mutant aux super-pouvoirs. Après un grand nombre de protestations, l’idée fut rapidement abandonnée. Pour sa part, la société Heliograph Incorporated a produit un jeu de rôle futuriste sur Diana.
Après la mort de Diana, l’acteur Kevin Costner a prétendu qu’il avait négocié la participation de la princesse divorcée à la suite du film The Bodyguard qui réunissait Costner et Whitney Houston, en 1993. Le palais de Buckingham a catégoriquement démenti.[réf. nécessaire]
En 2006, Stephen Frears a consacré son film The Queen aux réactions de la reine Élisabeth II et du Premier ministre Tony Blair après la mort de Diana.
Le 6 juin 2007, peu de temps avant le 10e anniversaire de la mort de Diana, la chaîne télévisée britannique Channel 4 a diffusé un documentaire qui était supposé montrer des clichés inédits pris immédiatement après l'accident sous le pont de l'Alma. Un porte-parole des princes William et Harry s'est refusé à commenter ce documentaire, se contentant de déclarer : « Le souvenir de Diana devrait rester intact. Ce genre de choses est tout à fait déplaisant pour sa famille et ses amis ».
Toutefois, aucune image de Diana après l'accident n'a été montrée.
Le 1er juillet 2007, jour où Diana aurait eu 46 ans, un concert organisé par les princes William et Harry a réuni plus de 63 000 personnes au stade Wembley de Londres pour écouter Elton John, Rod Stewart, Duran Duran et de nombreux autres artistes.
La « dianamania » bat son plein les premières années qui suivent la mort de la princesse de Galles, mais s'essouffle progressivement et les lieux de pèlerinage sont moins fréquentés (place de l'Alma, Althorp, dont The Stable Block est fermé en 2013). La célébration des vingt ans de sa mort, en 2017, suscitent à nouveau l'engouement du public à son égard et provoquent une importante chute de popularité du prince Charles, critiqué pour sa façon de l'avoir traitée,.

## Hommages publics

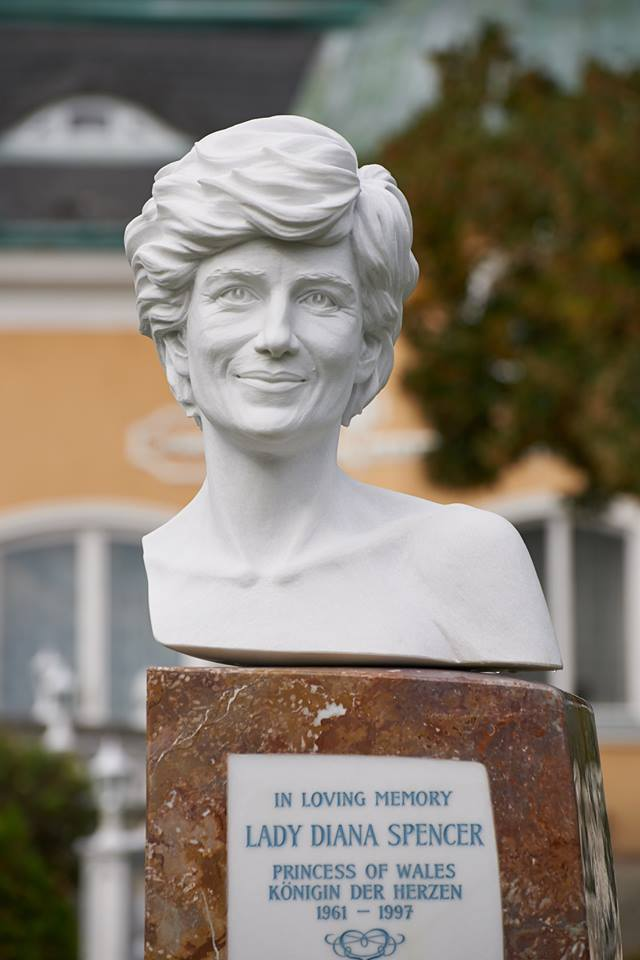
Buste de lady Diana dans un parc public de Vienne (Autriche).

- Statue dans le grand magasin Harrods de Londres (1998).
- Fontaine à Hyde Park à Londres (6 juillet 2004).
- Buste dans le parc public de Schloss Schönbrunn (en) à Vienne en Autriche (2013)[72].
- Place Diana, à Paris, dans le 16e arrondissement (2019)[73].
- Statue dans les jardins du palais de Kensington, à Londres (2021)[74].

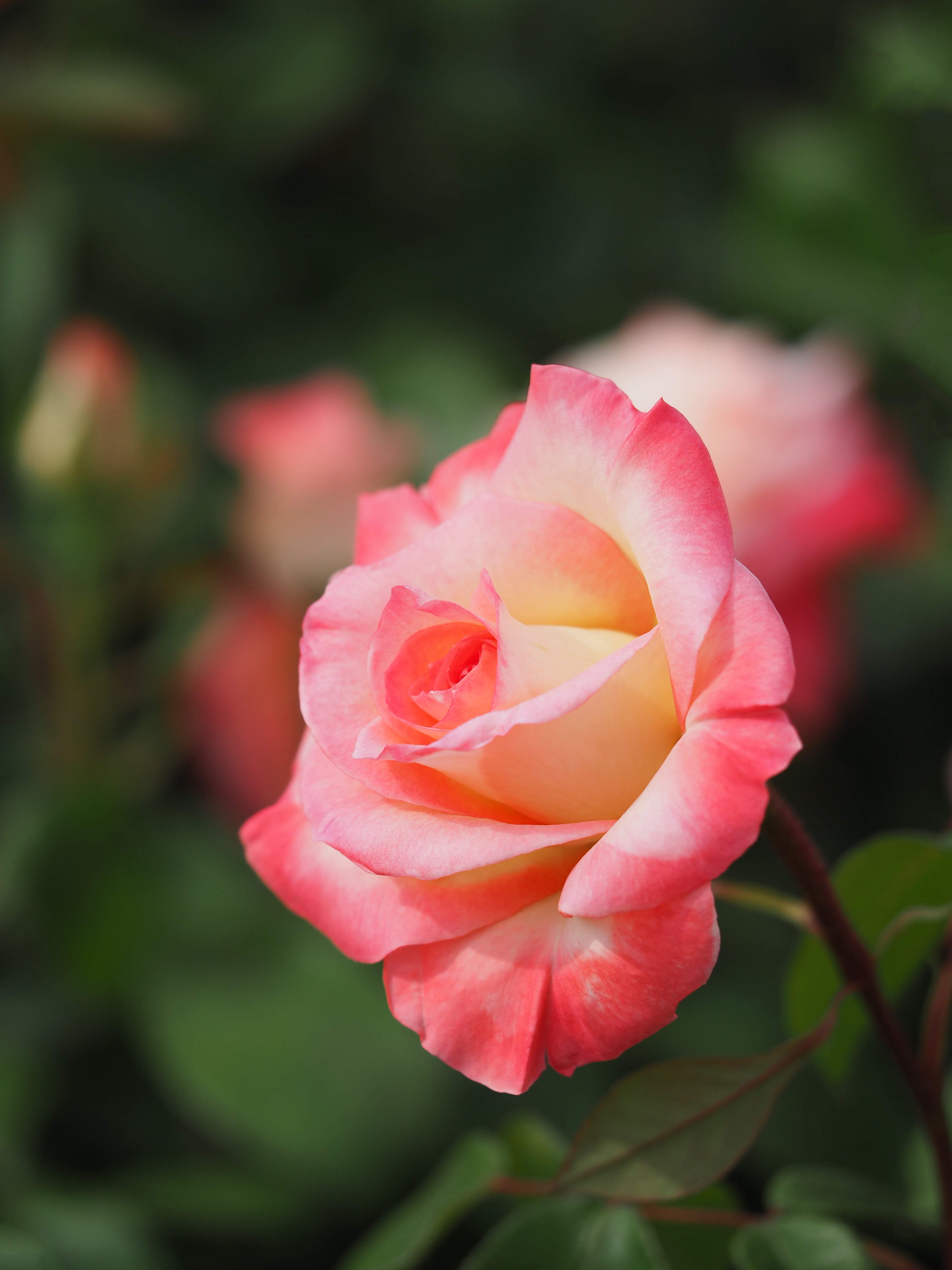
Rose appelée « Elegant Lady », en l'honneur de Diana
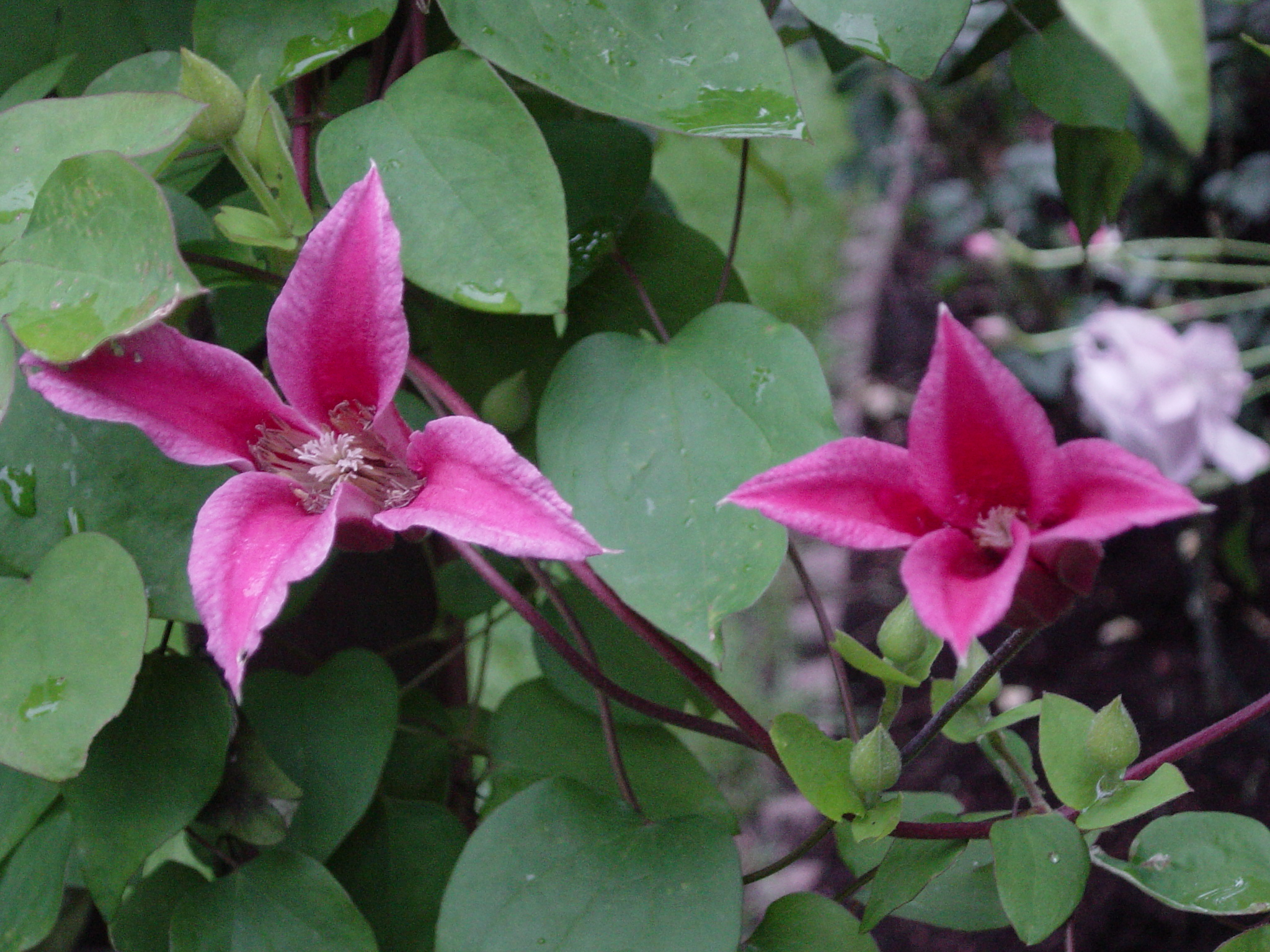
Clématites appelées « Princesse Diana »
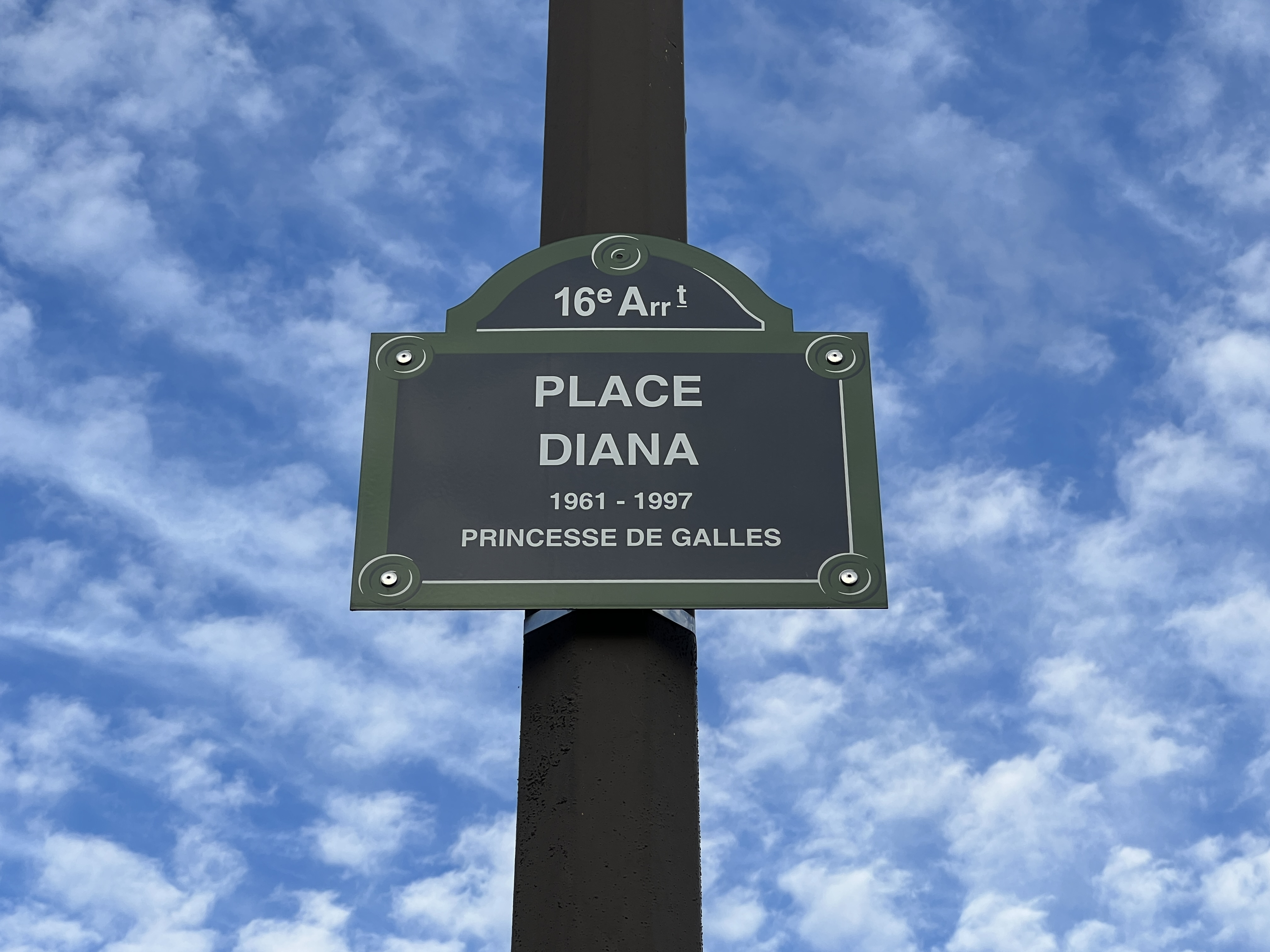
Plaque de la place Diana, dans le 16e arrondissement de Paris

## Titres et honneurs

### Titulature
Dès son mariage et jusqu'à son divorce, sa titulature était : Son Altesse Royale la princesse de Galles et comtesse de Chester, duchesse de Cornouailles, duchesse de Rothesay, comtesse de Carrick, baronne de Renfrew, Dame des Îles, princesse d'Écosse ; mais elle portait comme titre officiel Son Altesse Royale la princesse de Galles.
Après son divorce en 1996, la reine lui accorde de conserver le titre de « princesse de Galles » comme titre de courtoisie sans prédicat. Elle est cependant plus connue en France comme en Grande-Bretagne sous l'appellation « Lady Diana » et plus encore sous le diminutif « Lady Di ». La presse l'appelait également « princesse Diana » bien que cela fût incorrect puisque ce titre est réservé aux princesses de sang royal.
- 1ᵉʳ juillet 1961 – 9 juin 1975 : l'honorable Diana Frances Spencer ;
- 9 juin 1975 – 29 juillet 1981 : Lady Diana Frances Spencer ;
- 29 juillet 1981 – 28 août 1996 : Son Altesse Royale la princesse de Galles ;
  - en Écosse : 29 juillet 1981 – 28 août 1996 : Son Altesse Royale la duchesse de Rothesay ;
- 28 août 1996 – 31 août 1997 : Diana, princesse de Galles.

### Honneurs
- Ordre de la famille royale de la reine Élisabeth II (1981)[75].
- Classe suprême de l'ordre des Vertus (Égypte, 1982)[76].
- Grand-croix de l'ordre de la Couronne (Pays-Bas, 1982)[76].

## Généalogie
- Famille Spencer
- Père : Edward Spencer (1924 - 1992), 8e comte Spencer et vicomte Althorp (descendant de Charles II d'Angleterre)[3]
- Mère : Frances Burke-Roche (1936 - 2004)
- Descendante de Georgiana Cavendish, duchesse de Devonshire
- Arrière-petite-nièce de Georges Spencer
- Arrière-petite-fille de Frances Ellen Work (en).

## Cinéma et télévision

### Principales interprétations

#### Cinéma
- Naomi Watts dans Diana (2012)
- Kristen Stewart dans Spencer (2021)

#### Télévision
- Catherine Oxenberg dans The Royal Romance of Charles and Diana (1982)
- Serena Scott Thomas dans Diana : Her True Story (1993)
- Amy Seccombe dans Diana, princesse du peuple (1998)
- Genevieve O'Reilly dans Diana, les derniers jours d'une princesse (2007)
- Emma Corrin dans la saison 4 de The Crown (2020)
- Elizabeth Debicki dans les saisons 5 et 6 de The Crown (2022-2023)

### Autres
- Le personnage interprété par Valérie Lemercier dans le film Palais royal ! fait référence à la vie de Lady Diana.
- Le film The Queen se centre sur la mort de la princesse et le silence de la reine Élisabeth II (Helen Mirren) qui a suivi.

### Documentaire
- 2020 : Diana, l'interview du siècle réalisé par Edward Mc Gown.